# Juan Zamorano
Juan Eduardo Zamorano (Santiago de Chile, 16 de febrero de 1987) es un músico y cantautor chileno, el cual ha desarrollado su primera producción desde finales del año 2016.
Comienza a componer sus primeras canciones a la edad de 14 años, teniendo destacadas participaciones en festivales de cantautores, siendo finalista del festival Playback en el año 2009 y del festival del bar La Otra Casa en el año 2011.
Su primer disco, titulado «Majamama», contempla canciones de diversas etapas de su vida, generando un mestizaje de estilos musicales y temáticas que incluye la trova, música latinoamericana y popular. Esta producción, fue lanzada el día 14 de diciembre del año 2016 en un concierto en la Sala Master de la radio universidad de Chile.
Posterior al lanzamiento de su primer disco, ha tenido una serie de conciertos dentro de un circuito de bares y salas de conciertos, además de haber sido entrevistado en medios de comunicación como los sitios La Tercera, La Cuarta
 y cafevirtual.cl

## Discografía

### Álbumes de estudio
- 2016: Majamama